# David Saelens
David Saelens, né le 2 juillet 1975 est un pilote automobile belge. Il a couru en Formule 3, Formule 3000, American Le Mans Series, DTM et plus récemment dans la Porsche Supercup. En 1998, il a gagné la Masters de Zandvoort de Formule 3.
Il s'est marié en novembre 2006 avec l'ex miss Belgique Laurence Borremans.
Il est un des CEO du groupe de transport SITRA (www.sitra-group.com)